# Homosetia iambica
Homosetia iambica är en fjärilsart som beskrevs av Edward Meyrick 1919. Homosetia iambica ingår i släktet Homosetia och familjen äkta malar.
Artens utbredningsområde är Colombia. Inga underarter finns listade i Catalogue of Life.